# Ilog
Ilog ist eine Gemeinde in der Provinz Negros Occidental auf der Insel Negros auf den Philippinen. Sie hat 57.389 Einwohner (Zensus 1. August 2015), die in 15 Barangays leben. Sie gehört zur 2. Einkommensklasse der Gemeinden auf den Philippinen und wird als partiell urbanisiert beschrieben.
Sie liegt ungefähr 104 km südlich von Bacolod City. Die Reisezeit beträgt rund zweieinhalb Stunden mit dem Bus, mit dem Auto ungefähr zwei Stunden. Ab Kabankalan City besteht auch die Möglichkeit mit einem Jeepney zu reisen. Ihre Nachbargemeinden sind Kabankalan City im Osten, Candoni, Cauayan im Westen, Hinoba-an und die Provinz Negros Oriental im Süden. Der schmale Küstenstreifen im Norden liegt am Golf von Panay, in dem der Ilog River mündet. Er bildet ein rund 50 km² großen Delta aus. 
Das Dancalan-Höhlensystem mit den Höhlen Cueva Kabog, Cueva Tubig und Cueva Intsik liegt auf dem Gebiet der Gemeinde. Ein sehr markanter Berg ist der Mount Kanlaoron, er ist konisch geformt und auf seinem Gipfel wurde ein Kreuz errichtet. Das Andulauan Bird Watching Sanctuary liegt in Strandnähe und ist ein beliebter Ausflugsort.

## Barangays
| - Andulauan - Balicotoc - Bocana - Calubang - Canlamay - Consuelo - Dancalan | - Delicioso - Galicia - Manalad - Pinggot - Barangay I (Pob.) - Barangay II (Pob.) - Tabu - Vista Alegre |